# Simpang Narso
Simpang Narso is een bestuurslaag in het regentschap Sarolangun van de provincie Jambi, Indonesië. Simpang Narso telt 761 inwoners (volkstelling 2010).